# SharpDevelop
SharpDevelop je open source integrované vývojové prostředí, které je volně šiřitelné pod licencí GPL a slouží k vývoji aplikací v programovacích jazycích C#, Visual Basic .NET a Boo na platformě .NET nebo Mono. Usnadňuje psaní, ladění a překlad kódu do výsledných sestavení.
Někteří programátoři se rozhodli v rané fázi portovat projekt pod Mono/Gtk#, tento fork se nazývá MonoDevelop a je multiplatformní.
Pro kompletaci kódu používá SharpDevelop vlastní C# a VB.NET parser.
SharpDevelop 1.1 uměl převést projekty z Visual Studia do SharpDevelop projektu, až s verzí SharpDevelop 2.0 je možné spravovat tyto projekty přímo.
Daniel Grunwald, jeden z vývojářů na tomto projektu, uvedl 17. září 2017, že je projekt mrtvý.

## Hlavní rysy
- návrhář formulářů pro C#, VB.NET a Boo
- doplňování kódu
- převod mezi C# a VB.NET
- otevřený software
- zvýrazňování syntaxe
- inteligentní závorky